# 2019-es magyar atlétikai bajnokság
A 2019-es magyar atlétikai bajnokság a 124. bajnokság volt. A pályabajnokságon az eső miatt négy versenyszámot nem lehetett megrendezni. Ezeket néhány nap múlva más helyszíneken pótolták.

## Időpontok
- téli dobó bajnokság: március 2., Szombathely
- 50 km gyaloglás: március 23., Gyűgy
- mezeifutás: március 23., Kecskemét
- 20 km-es gyaloglás: április 28., Békéscsaba
- 10 000 m: április 28., Budapest
- váltó bajnokság: június 2., Zalaegerszeg
- pályabajnokság: július 27–28., Budapest, Lantos sporttelep
- férfi hármasugrás, súlylökés; női távolugrás: július 30., Budapest, Iharos sporttelep
- férfi kalapácsvetés: július 31., Szombathely
- többpróba: augusztus 3–4., Budapest, Iharos sporttelep
- félmaraton: szeptember 8., Budapest
- 10 km: szeptember 22., Szombathely
- maraton: szeptember 29., Budapest

## Eredmények

### Férfiak
| Versenyszám            | Arany                                                                 | Arany    | Ezüst                                                                 | Ezüst                 | Bronz                                                                       | Bronz                 |
| ---------------------- | --------------------------------------------------------------------- | -------- | --------------------------------------------------------------------- | --------------------- | --------------------------------------------------------------------------- | --------------------- |
| 100 m                  | Szabó Dániel Alba Regia AK                                            | 10,51    | Boros Bence Szolnoki MÁV                                              | 10,52                 | Kádasi Zalán Bp. Honvéd                                                     | 10,70                 |
| 200 m                  | Boros Bence Szolnoki MÁV                                              | 21,21    | Szabó Dániel Alba Regia AK                                            | 21,28                 | Szabó László Ferencvárosi TC                                                | 21,33                 |
| 400 m                  | Koroknai Tibor Debreceni SC-SI                                        | 47,72    | Huller Dániel Dunakeszi VSE                                           | 47,73                 | Varga Lőrinc AC Bonyhád                                                     | 48,32                 |
| 800 m                  | Vindics Balázs Újpesti TE                                             | 1:46,63  | Pápai Márton Gödöllői EAC                                             | 1:49,98               | Kiss Gergő Sportolj Velünk SE                                               | 1:50,06               |
| 1500 m                 | Vindics Balázs Újpesti TE                                             | 3:51,70  | Kovács Marcell Bp. Honvéd                                             | 3:52,37               | Kiss Gergő Sportolj Velünk SE                                               | 3:52,92               |
| 5000 m                 | Kovács Benjámin Bp. Honvéd                                            | 14:17,11 | Palkovits István Kecskeméti ARC                                       | 14:24,49              | Szögi István Sportolj Velünk SE                                             | 14:43,21              |
| 10 000 m               | Kovács Benjámin Bp. Honvéd                                            | 30:05,02 | Gregor László Békéscsabai AC                                          | 30:08,37              | Kovács Marcell Bp. Honvéd                                                   | 30:13,96              |
| maraton                | Jenkei Péter Vasas                                                    | 2:23:22  | Csere Gáspár BEAC                                                     | 2:26:21               | Fehér Márk Jogging Plus                                                     | 2:38:47               |
| 110 m gát              | Szűcs Valdó Zalaegerszegi AC                                          | 13,41    | Szeles Bálint Egri Sportiskola SE                                     | 13,91                 | Eszes Dániel Dunakeszi VSE                                                  | 14,01                 |
| 400 m gát              | Koroknai Máté DSC-DSI                                                 | 51,19    | Huller Dániel Dunakeszi VSE                                           | 53,34                 | Varga Dániel Ferencvárosi TC                                                | 53,89                 |
| 3000 m akadály         | Szemerei Levente Szekszárdi Sportközpont NKft.                        | 9:05,11  | Lendvai András Debreceni SC-SI                                        | 9:09,93               | Gregor László Békéscsabai AC                                                | 9:14,48               |
| 4 × 100 m váltó        | Pázmándi Dominik Boros Bence Sipos János Ecseki Dániel Szolnoki MÁV   | 40,96    | Kádasi Zalán Osztrogonácz András Orosz Bence Gönczi Pál Bp. Honvéd    | 41,67                 | Dienes Mátyás Szűcs Valdó Baki Barnabás Pető András Zalaegerszegi AC        | 41,86                 |
| 4 × 200 m váltó        | Boros Bence Pázmándi Dominik Sipos János Soltész Dávid Szolnoki MÁV   | 1:25,56  | Máté Tamás Osztrogonácz András Kádasi Zalán Orosz Bence Bp. Honvéd    | 1:25,58               | Boda Boldizsár Móricz Bálint Szalay Szabolcs Ecker Dávid Haladás VSE        | 1:29,36               |
| 4 × 400 m váltó        | Varga Dániel Fekete Gábor Szabó László Pozsgai Dániel Ferencvárosi TC | 3:20,36  | PoórSimon Kelemen Bence Süli Richárd Együd Máté TFSE                  | 3:22,33               | Tarlukács Ádám Osztrogonácz András Nemeskéri Zoltán Kádasi Zalán Bp. Honvéd | 3:23,53               |
| 4 × 800 m váltó        | Lendvai Máté Kemény Dávid Szabó Milán Koós Erik Vasas                 | 8:19,27  | Csontos Imre Pop Leonardo Koch Ágoston Farkas Dárius BEAC             | 8:28,20               | Több induló nem volt.                                                       | Több induló nem volt. |
| 20 km gyaloglás        | Venyercsán Bence Bp. Honvéd                                           | 1:26:58  | Srp Miklós Bp. Honvéd                                                 | 1:27:30               | Bagdány Tomasz Tatabányai SC                                                | 1:29:24               |
| 50 km gyaloglás        | Helebrandt Máté Nyíregyházi SC                                        | 3:54:13  | Venyercsán Bence Bp. Honvéd                                           | 3:55:34               | Tokodi Dávid Ferencvárosi TC                                                | 4:03:20               |
| magasugrás             | Jankovics Dániel BSC                                                  | 212 cm   | Bándli Olivér Bp. Honvéd                                              | 208 cm                | Horváth Koppány MMAC                                                        | 204 cm                |
| rúdugrás               | Simonváros Csanád Gödöllői EAC                                        | 510 cm   | Böndör Dániel AC Bonyhád                                              | 510 cm                | Kéri Tamás Ikarus BSE                                                       | 500 cm                |
| távolugrás             | Szabó László Ferencvárosi TC                                          | 7,59 m   | Varga Péter Nyíregyházi SC                                            | 7,48 m                | Pázmándi Dominik Szolnoki MÁV                                               | 7,36 m                |
| Hármasugrás            | Galambos Tibor Ferencvárosi TC                                        | 15,66 m  | Pál Robin Nyíregyházi SC                                              | 15,28 m               | Prekli Zoltán Ferencvárosi TC                                               | 14,98 m               |
| súlylökés              | Detrik Balázs Ikarus BSE                                              | 17,49 m  | Kerekes László Nyíregyházi SC                                         | 16,75 m               | Rakovszky Tibor Maximus SE                                                  | 16,59 m               |
| diszkoszvetés          | Kővágó Zoltán Szolnoki Honvéd                                         | 62,73 m  | Szikszai Róbert Nyíregyházi SC                                        | 60,60 m               | Huszák János Ferencvárosi TC                                                | 58,28 m               |
| kalapácsvetés          | Halász Bence Dobó SE                                                  | 75,63 m  | Pásztor Bence Alba Regia AK                                           | 73,64 m               | Rába Dániel Dobó SE                                                         | 73,61 m               |
| gerelyhajítás          | Rivasz-Tóth Norbert Szolnoki MÁV                                      | 79,94 m  | Rab Attila Ikarus BSE                                                 | 70,42 m               | Petz Barnabás MTK Budapest                                                  | 67,16 m               |
| tízpróba               | Zsivoczky-Pandel Attila Kecskeméti ARC                                | 7109     | Kriszt Botond Gödöllői EAC                                            | 6323                  | Tamási Ottó Kecskeméti ARC                                                  | 5731                  |
| tízpróba csapat        | Kriszt Botond Kemenes Ákos Tóth Zsombor Gödöllői EAC                  | 15 474   | Kurucz Gergely Balázs Boldizsár Telek Tamás ELTE SE Sashegyi Gepárdok | 8004                  | Több induló nem volt.                                                       | Több induló nem volt. |
| 10 km                  | Palkovits István Kecskeméti ARC                                       | 30:48    | Farkas Dárius BEAC                                                    | 30:58                 | Molnár Ákos                                                                 | 31:01                 |
| 10 km csapat           | Palkovits István Fazekas Milán Jakab András Kecskeméti ARC            | 1:35:21  | Kovács Attila Jacsev Sámuel Horváth György Szombathelyi ESE           | 1:35:38               | Farkas Dárius Csere Gáspár Gyenes Donát BEAC                                | 1:37:13               |
| félmaraton             | Csere Gáspár BEAC                                                     | 1:07:14  | Jenkei Péter Vasas                                                    | 1:07:23               | Farkas Dárius BEAC                                                          | 1:07:59               |
| félmaraton csapat      | Csere Gáspár Farkas Dárius Koch Ágoston BEAC                          | 3:29:35  | Horváth György Kovács Attila Jacsev Sámuel Szombathelyi ESE           | 3:30:02               | Jenkei Péter Molnár Ákos Balázs Levente Vasas                               | 3:31:00               |
| mezeifutás 8 km        | Kovács Benjámin Bp. Honvéd                                            | 22:41    | Bicsák Bence Psn Zrt                                                  | 22:42                 | Gregor László Békéscsabai AC                                                | 23:02                 |
| mezeifutás csapat      | Kovács Benjámin Kovács Marcell Honti Attila Bp. Honvéd                | 11       | Horváth György Kovács Attila Jacsev Sámuel Szombathelyi ESE           | 37                    | Gregor László Tábor Miklós Diószegi Dávid Békéscsabai AC                    | 41                    |
| 20 km gyaloglás csapat | Venyercsán Bence Srp Miklós Venyercsán László Bp. Honvéd              | 4:47:31  | Tóth Norbert Nyerges Balázs Soltész Benjámin Hunyadi DSE              | 5:04:12               | Varga Dávid Gál Vencel Kovács Soma Miskolci Sportiskola                     | 5:26:29               |
| maraton csapat         | Jenkei Péter Molnár Ákos Balázs Levente Vasas                         | 7:51:07  | Több induló nem volt.                                                 | Több induló nem volt. | Több induló nem volt.                                                       | Több induló nem volt. |

## Nők
| Versenyszám            | Arany                                                                         | Arany    | Ezüst                                                                | Ezüst                 | Bronz                                                                   | Bronz                      |
| ---------------------- | ----------------------------------------------------------------------------- | -------- | -------------------------------------------------------------------- | --------------------- | ----------------------------------------------------------------------- | -------------------------- |
| 100 m                  | Takács Boglárka Alba Regia AK                                                 | 11,56    | Kozák Luca Debreceni SC-SI                                           | 11,58                 | Sorok Klaudia Horn-Bercsényi DSE                                        | 11,64                      |
| 200 m                  | Takács Boglárka Alba Regia AK                                                 | 23,73    | Nádházy Evelin Gödöllői EAC                                          | 23,87                 | Sorok Klaudia Horn-Bercsényi DSE                                        | 24,21                      |
| 400 m                  | Nádházy Evelin Gödöllői EAC                                                   | 53,06    | Molnár Janka Budafoki MTE                                            | 53,85                 | Répássy Hanna Horn-Bercsényi DSE                                        | 55,27                      |
| 800 m                  | Kószás Kriszta Tatabányai SC                                                  | 2:14,80  | Ferencz Anna TFSE                                                    | 2:15,37               | Heffner Hédi BEAC                                                       | 2:15,83                    |
| 1500 m                 | Kószás Kriszta Tatabányai SC                                                  | 4:30,82  | Böhm Lilla Bp. Honvéd                                                | 4:32,29               | Novák Natália Békéscsabai AC                                            | 4:35,63                    |
| 5000 m                 | Mógor Boglárka Bp. Honvéd                                                     | 17:00,94 | Bicsák Flóra Ikarus BSE                                              | 17:10,02              | Ladányi Fruzsina Dunakeszi VSE                                          | 17:38,95                   |
| 10 000 m               | Tóth Lili Anna Bp. Honvéd                                                     | 34:43,30 | Mógor Boglárka Bp. Honvéd                                            | 35:22,26              | Gulyás Vera Debreceni SC-SI                                             | 35:38,17                   |
| maraton                | Gyurkó Fanni Vasas                                                            | 2:42:55  | Szabó Tünde Pécsi VSK                                                | 2:47:33               | Ferenc Katalin Vasas                                                    | 3:00:48                    |
| 100 m gát              | Kozák Luca Debreceni SC-SI                                                    | 12,89    | Kerekes Gréta Debreceni SC-SI                                        | 12,99                 | Répási Petra Gödöllői EAC                                               | 13,51                      |
| 400 m gát              | Mátó Sára Alba Regia AK                                                       | 59,02    | Tóth Rebeka Újpesti TE                                               | 1:00,63               | Horváth Dóra Ikarus BSE                                                 | 1:01,60                    |
| 3000 m akadály         | Wagner-Gyürkés Viktória Ikarus BSE                                            | 9:44,55  | Tóth Lili Anna Bp. Honvéd                                            | 10:27,34              | Mógor Boglárka Bp. Honvéd                                               | 10:29,46                   |
| 4 × 100 m váltó        | Schmelcz Vivien Fanny Kaptur Éva Csóti Jusztina Farkas Petra Beáta Bp. Honvéd | 45,31    | Takács Boglárka Mátó Sára Zsiga Mónika Endrész Klaudia Alba Regia AK | 46,94                 | Kalóz Nikolett Hajdú Lotti Knipfer Ágnes Knipfer Zsófia Szolnoki MÁV-SE | 48,85                      |
| 4 × 200 m váltó        | Répási Petra Pótha Johanna Dobránszky Laura Nádházy Evelin Gödöllői EAC       | 1:38,61  | Kaptur Éva Nagy Vanessza Csóti Jusztina Edőcs Fanni Bp. Honvéd       | 1:39,53               | Zsiga Mónika Mátó Sára Enesei Rita Takács Boglárka Alba Regia AK        | 1:39,59                    |
| 4 × 400 m váltó        | Berzsenyi Kata Bányai Petra Hadnagy Zsóka Göncz Anna Sportolj Velünk SE       | 3:59,62  | Balogh Zsófi Maka Anna Ferencz Anna Együd Luca TFSE                  | 4:09,41               | Több célbaérkező nem volt.                                              | Több célbaérkező nem volt. |
| 4 × 800 m váltó        | Magyar Veronika Göncz Anna Ladányi Fruzsina Bányai Petra Sportolj Velünk SE   | 9:17,73  | Hazay Krisztina Haralyi Zsófia Jánosi Lilla Heffner Hédi BEAC        | 9:31,41               | Józsa Dorina Gődény Pálma Budai Anna Szász Imola Ferencvárosi TC        | 11:35,10                   |
| magasugrás             | Renner Luca Gödöllői EAC                                                      | 181 cm   | Szabó Barbara Újpesti TE                                             | 178 cm                | Krizsán Xénia MTK Budapest                                              | 175 cm                     |
| rúdugrás               | Siskó Zsófia Alba Regia AK                                                    | 400 cm   | Szabó Diana Rozália MTK Budapest                                     | 400 cm                | Garamvölgyi Petra PSN Zrt                                               | 370 cm                     |
| távolugrás             | Nguyen Anasztázia MTK                                                         | 6,77 m   | Farkas Petra Bp. Honvéd                                              | 6,72 m                | Lesti Diana Kecskeméti ARC                                              | 6,38 m                     |
| hármasugrás            | Hoffer Krisztina Tatabányai SC                                                | 13,20 m  | Bajnok Eszter Favorit AC                                             | 13,20 m               | Áts Viktória Tatabányai SC                                              | 13,14 m                    |
| súlylökés              | Márton Anita Békéscsabai AC                                                   | 16,90 m  | Veiland Violetta Zalaegerszegi AC                                    | 14,83 m               | Váradi Krisztina Maximus SE                                             | 14,23 m                    |
| diszkoszvetés          | Márton Anita Békéscsabai AC                                                   | 55,12 m  | Kerekes Dóra Nyíregyházi SC                                          | 50,90 m               | Váradi Krisztina Maximus SE                                             | 49,44 m                    |
| kalapácsvetés          | Gyurátz Réka Dobó SE                                                          | 72,70 m  | Gergelics Cintia Dobó SE                                             | 62,72 m               | Németh Zsanett Dobó SE                                                  | 60,37 m                    |
| gerelyhajítás          | Szilágyi Réka Debreceni SC-SI                                                 | 58,91 m  | Moravcsik Angéla MTK Budapest                                        | 57,81 m               | Bogdán Annabella Békéscsabai AC                                         | 50,97 m                    |
| hétpróba               | Nemes Rita Miskolci Sportiskola                                               | 5960     | Kárpáti Enikő PSN Zrt                                                | 4780                  | Marosi Viktória MTK                                                     | 4647                       |
| hétpróba csapat        | Nyeste Ágnes Szatmári Judit Nagy Réka Békési DAC                              | 10 432   | Fekete Fanni Fedor Noémi Fedor Ágnes Reménység Vác                   | 9510                  | Több induló nem volt.                                                   | Több induló nem volt.      |
| 10 km                  | Pap Csilla Békéscsabai AC                                                     | 37:04    | Badis Anissa VEDAC                                                   | 38:55                 | Bánhidi Eszter Bp. Honvéd                                               | 39:47                      |
| 10 km csapat           | Badis Anissa Brassay Réka Kiss Melinda VEDAC                                  | 1:59:30  | Jánosi Lilla Fehér-Salánki Teodóra Oszlányi Réka BEAC                | 2:01:29               | Magyar Veronika Egri-Németh Eszter Kozák Rebeka Sportolj Velünk SE      | 2:12:31                    |
| félmaraton             | Kácser Zita Debreceni SC-SI                                                   | 1:14:49  | Erdélyi Zsófia Újpesti TE                                            | 1:16:28               | Garami Katalin Bp. Honvéd                                               | 1:16:48                    |
| félmaraton csapat      | Garami Katalin Szabó Nóra Bognár Anna Bp. Honvéd                              | 3:55:12  | Gyurkó Fanni Móczó Zsanett Molnár Enikő Vasas                        | 4:07:35               | Erdélyi Zsófia Bicsák Flóra Torma Anett Újpesti TE                      |                            |
| mezeifutás 5 km        | Böhm Lilla Bp. Honvéd                                                         | 15:34    | Tóth Lili Anna Bp. Honvéd                                            | 15:48                 | Pataki Anna KSI                                                         | 15:59                      |
| mezeifutás csapat      | Böhm Lilla Tóth Lili Anna Mógor Boglárka Bp. Honvéd                           | 8        | Pap Csilla Pavuk Tíra Váczi Lili Békéscsabai AC                      | 34                    | Bartha-Kéri Bianka Bányai Petra Göncz Anna Sportolj Velünk VSE          | 45                         |
| 20 km gyaloglás        | Madarász Viktória Újpesti TE                                                  | 1:32:28  | Kovács Barbara Békéscsabai AC                                        | 1:36:57               | Récsei Rita Bp. Honvéd                                                  | 1:39:52                    |
| 20 km gyaloglás csapat | Récsei Rita Dimanopulosz Daphne Komoróczy Laura Bp. Honvéd                    | 5:30:16  | Több induló nem volt.                                                | Több induló nem volt. | Több induló nem volt.                                                   | Több induló nem volt.      |
| 50 km gyaloglás        | Kovács Andrea Futóbarátok                                                     | 4:50:17  | Molnár Valéria BEAC                                                  | 5:01:16               | Több induló nem volt.                                                   | Több induló nem volt.      |
| maraton csapat         | Gyurkó Fanni Ferenc Katalin Móczó Zsanett Vasas                               | 2:42:55  | Ménes Anita Pászti Edit Dósai-Molnár Szilvia Tiszakécske VSE         | 9:59:02               | Több célbaérkező nem volt.                                              | Több célbaérkező nem volt. |

## Téli dobóbajnokság
Férfiak
| Versenyszám   | Arany                            | Arany   | Ezüst                       | Ezüst   | Bronz                       | Bronz   |
| ------------- | -------------------------------- | ------- | --------------------------- | ------- | --------------------------- | ------- |
| diszkoszvetés | Szikszai Róbert Nyíregyházi SC   | 55,07 m | Halász Bence Dobó SE        | 53,56 m | Káplár János Nyíregyházi SC | 49,71 m |
| kalapácsvetés | Halász Bence Dobó SE             | 75,90 m | Pásztor Bence Alba Regia AK | 71,01 m | Rába Dániel Dobó SE         | 70,26 m |
| gerelyhajítás | Rivasz-Tóth Norbert Szolnoki MÁV | 77,31 m | Rab Attila Ikarus BSE       | 67,82 m | Kovács Noel Ikarus BSE      | 65,56 m |

Nők
| Versenyszám   | Arany                           | Arany   | Ezüst                       | Ezüst   | Bronz                    | Bronz   |
| ------------- | ------------------------------- | ------- | --------------------------- | ------- | ------------------------ | ------- |
| diszkoszvetés | Kerekes Dóra Nyíregyházi SC     | 52,75 m | Váradi Krisztina Maximus SE | 47,95 m | Gyurátz Réka Dobó SE     | 43,98 m |
| kalapácsvetés | Gyurátz Réka Dobó SE            | 69,76 m | Orbán Éva VEDAC             | 63,32 m | Gergelics Cintia Dobó SE | 62,02 m |
| gerelyhajítás | Bogdán Annabella Békéscsabai AC | 50,85 m | Jákfalvi Blanka Ikarus BSE  | 41,75 m | Nánai Lilla Maximus SE   | 39,42 m |